# Chamaepsila rufa
Chamaepsila rufa är en tvåvingeart som först beskrevs av Johann Wilhelm Meigen 1826.  Chamaepsila rufa ingår i släktet Chamaepsila, och familjen rotflugor. Enligt den finländska rödlistan är arten sårbar i Finland. Arten är reproducerande i Sverige.